# Szansa dla Niewidomych
Szansa dla Niewidomych – fundacja działająca od 1992 roku.

## Historia
10 stycznia 1992 roku powstała fundacja Unia Pomocy Niepełnosprawnym – Szansa. Jednym z jej założycieli był właściciel firmy Altix Marek Kalbarczyk. Z czasem przekształciła się ona w fundację Szansa dla Niewidomych. W fundacji, która realizuje rocznie kilka projektów pracuje 40 osób. Od 1999 roku organizuje Międzynarodową Konferencję REHA FOR THE BLIND IN POLAND. Jest to nie tylko spotkanie osób niewidomych, ale również okazja do zaprezentowania sprzętu rehabilitacyjnego dla inwalidów wzroku, pokazania na wystawie książek brajlowskich i audiobooków, promocji niewidomych artystów oraz możliwość zaprezentowania nowych bezwzrokowych dyscyplin sportowych. Fundacja wydaje również kwartalnik HELP, organizuje konferencje edukacyjno-rehabilitacyjne, prowadzi szkolenia, a publikacje wydaje Wydawnictwo Trzecie Oko.

## Hymn
W 2010 roku Jacek Cygan napisał słowa do hymnu fundacji noszącego tytuł Wiedzieć Więcej. Muzykę napisała Lidia Pospieszalska, a wykonawcą jest Janusz Skowron (pianino) i Marek Kalbarczyk (gitara). Tekst zaśpiewała zwyciężczyni Szansy na Sukces w 1995 roku Viola Brzezińska.

## Konkurs Idol
Co roku fundacja organizuje konkurs Idol. W kolejnych edycjach nagrody otrzymują osoby i instytucje wspierające niewidomych i słabowidzących oraz dostosowujące swą działalność do potrzeb osób z niepełnosprawnością wzroku. Do finału przechodzą laureaci trzech pierwszych miejsc w konkursach wojewódzkich. Nagrody są wręczane podczas konferencji REHA. Zwycięzcy otrzymują dożywotni tytuł, statuetki Idola i dyplomy. Zwycięzca w danej kategorii dyplom tyflograficzny, a graficzne zajmujący drugie i trzecie miejsce. Nagrody są przyznawane w kategoriach: Idol Specjalny, Idol Środowiska, Idol w kategorii Media, Idol w kategorii Urząd otwarty dla niewidomych, Idol w kategorii Edukacja, Idol w kategorii Instytucja/Placówka kultury/Firma, Firma roku, Produkt roku. Co ciekawe dyplom graficzny w konkursie krajowym otrzymuje również AntyIdol. W kategorii tej wskazuje się negatywny przykład, „który pokazuje brak empatii dla Środowiska, na przykład poprzez unikanie niewidomych i słabowidzących w swoim otoczeniu, nie stosowanie się do zasad dostępności".

## Help
Fundacja wydaje bezpłatny kwartalnik Help. Wiedzieć więcej. Pierwszy numer ukazał się w grudniu 2010 roku. Nazwa Help nawiązuje do ukazującego się w latach 90. XX wieku miesięcznika informatyczno-elektronicznego dla inwalidów wzroku. Biuletyn jest wydawany w formie elektronicznej (pdf), czarnodruku i w alabecie Braillae'a.

## Prezesi
- Jacek Kwapisz (były wychowawca w szkole w Laskach)[9]
- Marek Kalbarczyk (jako prezes firmy pełni funkcję społecznie)[10][11]